# 越生鉄道キハ1形気動車
越生鉄道キハ1形気動車（おごせてつどうキハ1がたきどうしゃ）は、現在の東武越生線の前身である越生鉄道が新造したガソリンカーである。

## 概要
1932年（昭和7年）2月17日に部分開業した越生鉄道は、暫定的に砂利輸送を目的とした貨物運輸営業のみを行っていたが、1934年（昭和9年）12月16日の越生全通時に旅客運輸営業を始めることになった。
このためガソリン客車を用意することになり、1934年7月31日に、ガソリン動力併用認可申請および車両設計認可申請を行い、同年9月11日にガソリン動力併用認可、同10月25日に車両設計認可を受けた。車両製造は日本車輌製造東京支店に発注し、10月に2両（キハ1・2）が製造された。11月15日に車両竣工届を提出し、この2両体制で12月16日の越生全通に備えた。
その後乗客が増加し、車両数が不足したため1935年（昭和10年）10月5日認可申請、同年12月3日認可、同月28日竣工届でキハ3形キハ3を増備し、3両体制となった。
キハ1形、キハ3形とも全長7,370mm、車体幅2,640mm、自重6.5tの半鋼製の4輪車で、定員40人（うち座席20人）、前面は2枚窓の平妻、窓配置は1D5D1（D：客用扉）である。キハ1形は機関がフォードB型で装架方式が両軸支え式、軸距が3,000mmであったが、キハ3形の機関はウォーケシャ6-MS型で機関装架方式は吊り下げ式、軸距が3,500mmという違いがある。キハ3形は、貨車の牽引を狙って機関の出力を増強しており、自重も7.5tとキハ1形に比べて1t増加した。ブレーキ装置はキハ1形では手用のみであったが、キハ3形は空気ブレーキも装備した。動力伝達方式は機械式である。
同形車には、相模鉄道キハ1形、高知鉄道キハ101、南総鉄道キハ103があり、屋根上通風器やガラリの有無、機関が異なる程度であった。キハ3は一連のシリーズの最後の製品である。
戦時体制となりガソリン不足から1942年（昭和17年）2月16日認可申請、同年7月10日認可でキハ1・2に木炭瓦斯発生装置を取り付け、代燃車となった。しかしエンジンの始動が困難で、乗客も加わり押しがけしなければならず、延発も頻繁であった。
1943年（昭和18年）7月1日に越生鉄道が東武鉄道に買収され、同社の越生線となった後も使用されたが、越生線が1944年（昭和19年）12月1日に、軍部により不要不急線とみなされ休止されると、キハ1・2は栃木県荒針の中島飛行機の工員輸送に使用されることになった。太平洋戦争が終結した1945年（昭和20年）11月30日に越生線が復活することになり、キハ1・2は再び越生線で使用された。戦後の越生線は利用客が激増し、蒸気機関車列車を投入するなど増発増結で対応していたが、1950年（昭和25年）7月24日に電化され、キハ1・2は使用されなくなった。同年4月3日車両番号変更届で、キハ1形キハ1・2はキハ3形キハ3（2代）・4に改番されたが、川越機関区に放置されたまま、1954年（昭和29年）に廃車となった。
キハ3（初代）は、戦時中に日産自動車に譲渡され、吉原の専用線で使用されたのち、大井川鉄道（現・大井川鐵道）に転じ、キハ10形（キハ11）と称していたが、実際は客車として使用され、1956年（昭和31年）に廃車された。